# 漆水河

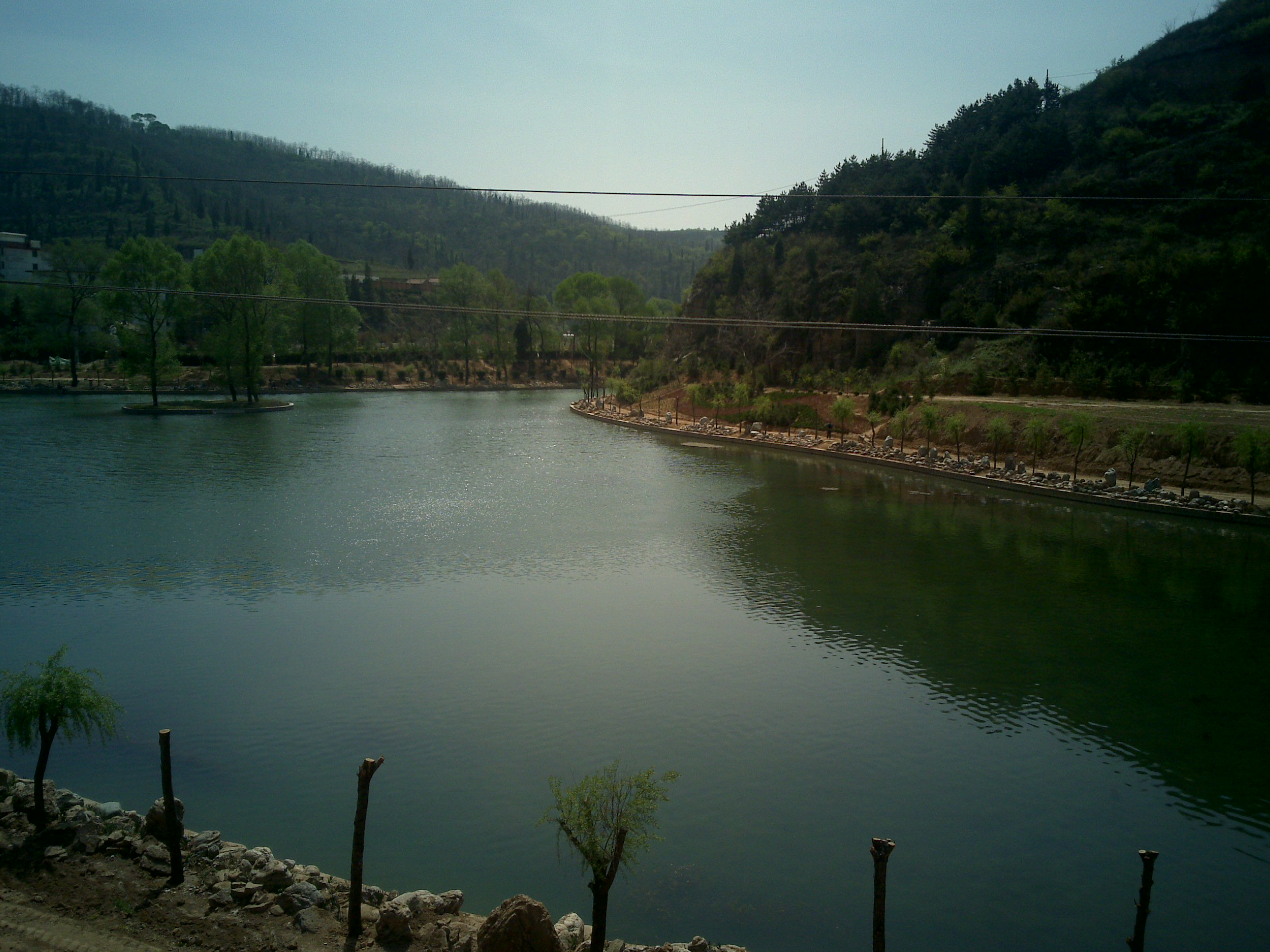
麟游县城九成宫遗址附近水域，摄于2010年。

漆水河，位于中华人民共和国陕西省西部，是渭河左岸支流，发源于麟游县招贤镇永丰村（石家咀）西南的山沟中，自西北向东南，流至九成宫镇良舍村以西转东流，过麟游县城后再转东南流，经永寿县店头镇飞地、乾县西部、武功县西部和咸阳市杨陵区东部等地区，最后于武功县大庄镇桥寨村以南汇入渭河。河长151千米，流域面积3824平方千米，河道平均比降4.7‰。年均径流量2亿立方米。
中游河段建有羊毛湾水库，总库容1.2亿立方米，有效库容5220万立方米。